# Antoni Mir i Fullana
Antoni Mir i Fullana (Palma, 1956) és un filòleg i promotor cultural mallorquí, que ha desenvolupat la seva carrera com a impulsor i gestor d'entitats i projectes culturals des de les Illes Balears i Catalunya.
Va ser president de l'Obra Cultural Balear entre els anys 1991 i 2003.
El 2004 forma part del Govern de la Generalitat de Catalunya com a Secretari General de Política Lingüística. Després rep l'encàrrec de crear el projecte Linguamón - Casa de les Llengües, programa acordat pel mateix Govern el 2005 i, actualment, consorci públic (format pel Govern de Catalunya i l'Ajuntament de Barcelona) dedicat a la difusió, valoració i salvaguarda del patrimoni lingüístic del planeta.
La seva tasca ha estat reconeguda amb el Premi Nacional del Centre Internacional Escarré per a les Minories Ètniques i Nacionals (1997) i el Premi Creu de Sant Jordi (2003), màxima distinció honorífica del Govern principatí. També ha fet sèries per internet sobre multilingüisme com Veus expertes i Veus unides (amb Noam Chomsky o Kiyo Akasaka) i ha estat creador el 1987 dels Premis 31 de Desembre de l'OCB i del format retransmès anualment per TVC.
El 2020 era el secretari Institució Francesc de Borja Moll, una associació cultural privada sense ànim de lucre, que promou la figura i el llegat del filòleg i lingüista menorquí Francesc de Borja Moll.